# Quatre instants
Quatre instants is een compositie van de Finse componiste Kaija Saariaho.
De opzet was muziek te schrijven bij een aantal Finse gedichten. Alhoewel ruim voorhanden, kon Saariaho maar niet de juiste te pakken krijgen. Ze wendde zich tot de teksten van Franse schrijver Amin Maalouf. Samen de auteur kwam ze tot de toonzetting van drie oudere teksten van hem, terwijl zij samen een nieuwe vierde maakten. In eerste instantie schreef Saariaho Quatre instants voor zangstem en piano, maar al snel schreef ze ook een versie voor orkest. Ze hanteerde daarbij een dunne orkestratie, dus meer richting de klassieke periode, dan een uit de romantiek. Later zouden er nog arrangementen volgen voor wisselende ensemblesamenstellingen. Het is klassieke muziek uit de 20e eeuw waarbij vergelijkingen gemaakt werden met werken van Maurice Ravel en Karol Szymanowski, de zangstem verdwijnt in de piano/orkestpartijen en komt daar ook weer uit tevoorschijn.
Centraal thema is de liefde:
- Attente (verlangen)
- Douleur (smart)
- Parfum de l'instant (waas van het moment)
- Résonances (nagalm)

De première van de liederen werd gegeven door Karita Mattila met Tuija Hakkila in Théâtre du Châtelet (tevens opdrachtgever in samenwerking met het Barbican Centre) in Parijs op 2 april 2003. Mattila verzorgde ook de première van de orkestversie, ditmaal met het Fins kamerorkest onder leiding van Jukka-Pekka Saraste in Tammisaari (1 augustus 2003). Het verzoek tot het werk kwam toen van de vereniging voor Finse kamermuziek en het Leipzig Gewandhaus, Saariaho droeg deze versie mede op aan Saraste.
Orkestratie:
- sopraan
- 2 dwarsfluiten, 2 hobo’s, 2 klarinetten, 2 fagotten, 2 hoorns
- 2 percussie, 1 harp
- violen, altviolen, celli, contrabassen